# Benecko
Benecko település Csehországban, Semilyi járásban. Benecko Vítkovice, Víchová nad Jizerou, Jilemnice, Horní Branná, Jestřabí v Krkonoších és Vrchlabí településekkel határos. Lakosainak száma 1129 fő (2024. január 1.).

## Népesség
A település lakosságának változását az alábbi diagram mutatja:
| Lakosok száma | 3183 | 2989 | 2389 | 1365 | 1171 | 1090 | 1092 | 1078 | 1071 | 1129 |
|               | 1869 | 1900 | 1921 | 1961 | 1980 | 2011 | 2016 | 2019 | 2021 | 2024 |